# Estación de Figaró
Figaró es una estación ferroviaria situada en el municipio español de Figaró-Montmany, en la provincia de Barcelona, comunidad autónoma de Cataluña. Forma parte de la línea R3 de Cercanías Barcelona.

## Situación ferroviaria
Se encuentra en el pk. 42,3 de la línea férrea de ancho ibérico que une Barcelona con Ripoll a 331 metros de altitud. El tramo es de vía única y está electrificado.

## La estación
La estación de actual dispone de la vía general (vía 1) y una vía derivada (vía 3) a la izquierda, con dos andenes laterales comunicados por un paso a nivel. Cada uno de los andenes tiene un refugio para proteger los viajeros de las inclemencias meteorológicas. El edificio de viajeros se encuentra a la derecha de las vías, enfrente del cambio de agujas y pasados los andenes modernos en sentido Vich. Tiene dos plantas, con tres vanos por costado y planta. La planta baja acoge un centro de interpretación del entorno del Alt Congost y también se venden billetes para el tren. Un pequeño edificio hacía las funciones de baños públicos, pintado del mismo color que el edificio de viajeros.

## Servicios ferroviarios

### Cercanías
Forma parte de la línea R3 de Cercanías Barcelona operada por Renfe.
| << cabecera | < estación | línea | estación >              | cabecera >>                   |
| --- | ---------- | ----- | ----------------------- | ----------------------------- |
| Rodalies de Catalunya de Renfe                                                                                         |            |       |                         |                               |
| Hospitalet | La Garriga |       | San Martín de Centellas | Vich Ripoll Ribas de Freser 1 |
| 1. Algunos trenes dirección Ripoll / Ribas de Freser / Puigcerdá / Latour-de-Carol no efectúan parada en esta estación |            |       |                         |                               |